# جيمس هورسفيلد
جيمس هورسفيلد (بالإنجليزية: James Horsfield)‏ هو لاعب كرة قدم بريطاني في مركز الوسط، ولد في 21 سبتمبر 1995 في Hazel Grove ‏ في المملكة المتحدة. لعب مع مانشستر سيتي ونادي دونكاستر روفرز.

## وصلات خارجية
- جيمس هورسفيلد على موقع قاعدة بيانات كرة القدم.إي يو (الإنجليزية)
- جيمس هورسفيلد على موقع Soccerbase.com (لاعب) (الإنجليزية)
- جيمس هورسفيلد على موقع Soccerway.com (الإنجليزية)
- جيمس هورسفيلد على موقع عالم كرة القدم.نت (الإنجليزية)